# Караван-сарай Ногай
Караван-сарай Ногай — памятник культурного наследия, расположенный в историческом центре Бухары (Узбекистан). Включен в национальный перечень объектов недвижимого имущества материального и культурного наследия Узбекистана — находится под охраной государства. Здание караван-сарая примыкает к западному фасаду торгового купола Токи Саррофон.
Караван-сарай был построен в 1720—1721 годах на месте сгоревшего караван-сарая Сохта, принадлежавшего Кулбаба кукельдашу. По сведениям, на 1-м этаже здания располагались торговцы, а на 2-м шили чапаны. После Газлийского землетрясения в 1976—1977 годах был снесен 2-й этаж. В настоящее время в его келья функционируют под ремесленные мастерские, сувенирные лавки и офисы.